# ディキャピテイテッド
ディキャピテイテッド (Decapitated)は、ポーランド出身のエクストリーム・メタルバンド。

## 概要・略歴
母国クロスノで、ヴォッグ(G)・ヴィテク(Ds)のキルティカ兄弟、サウロン(Vo)によって結成。翌年にはマーティン(B)が加入してラインナップが整い、平均年齢は14歳であった。
同国を代表するエクストリーム・メタルバンド「ヴェイダー」を主宰するピーターがプロデュースの元、2000年に1stアルバム『Winds of Creation』でデビュー。
2005年にサウロンが脱退、後任者として元Atrophia Red Sunのコヴァン(Vo)が加入する。
マーティンが4thアルバム「Organic Hallucinosis」発表後、2007年10月にバンドを脱退。同年11月2日、交通事故によりドラマーのヴィテクが23歳という若さで亡くなり、コヴァンも重症を負う。この一件により、バンドは活動休止を余儀なくされた。
2009年頃より活動を再開し、創始者ヴォッグ以外のメンバーを一新。2011年に再起をかけた5年ぶりの5thアルバム『Carnival is Forever』を発表する。
2014年、6thアルバム『Blood Mantra』を発表。
2017年、7thアルバム『Anticult』を発表。2018年にドラマーのミハウ・ウィセイコが脱退。2020年にヴェイダー等で活動するジェームズ・ステュアット (Ds)がライヴセッションを経て加入。また、ベーシストのフーベルト・ヴィーツェクが脱退した。

## メンバー

### 現ラインナップ
- ラファウ・"ラスタ"・ピオトロフスキー (Rafał "Rasta" Piotrowski) - ボーカル (2009− )
- ヴァツワフ・"ヴォッグ"・キウティカ (Wacław "Vogg" Kiełtyka) - ギター (1996− )
- ジェームズ・ステュアット (James Stewart) - ドラムス (2020- )

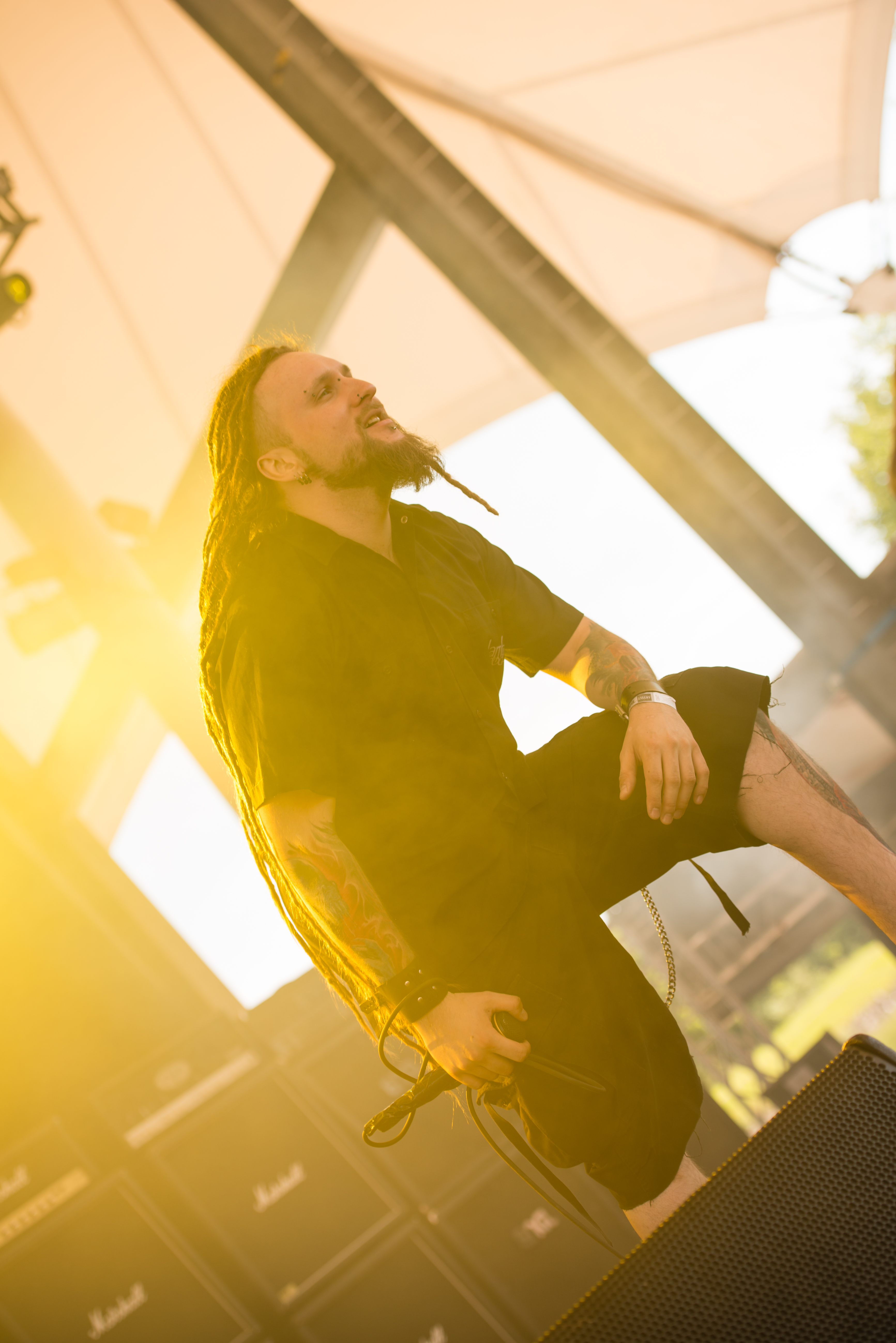
ラスタ(Vo) 2014年
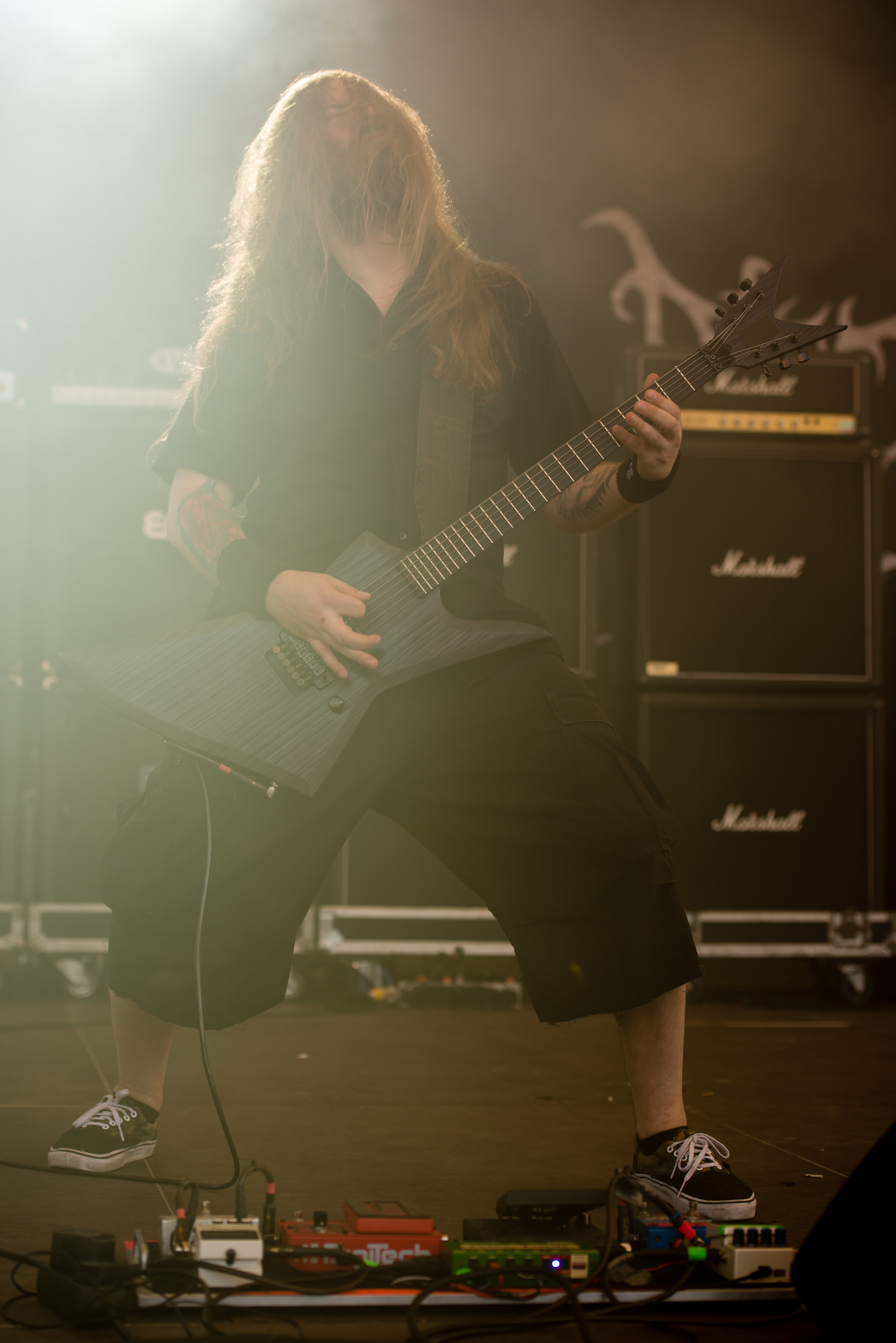
ヴォッグ(G) 2014年
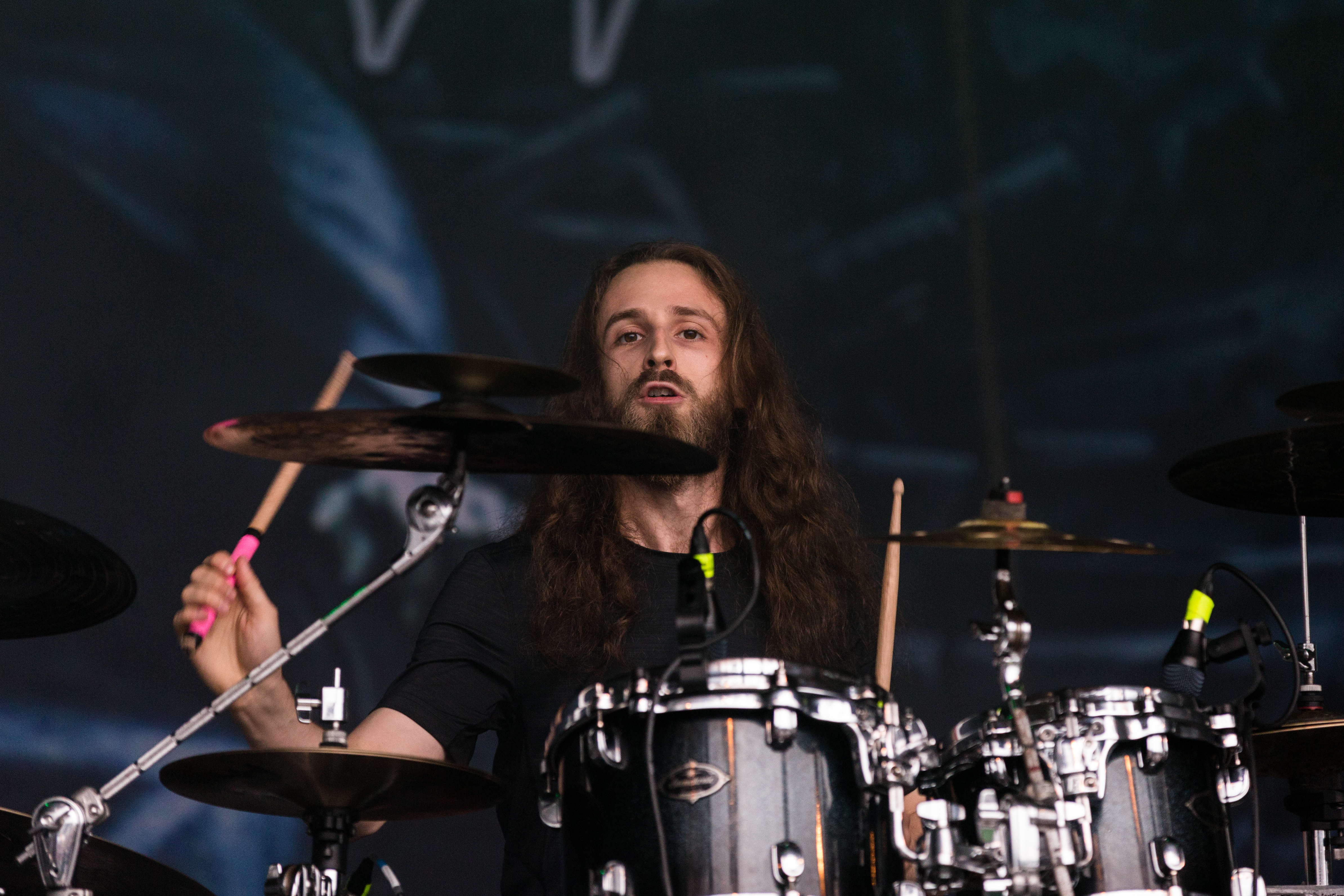
ステュアット(Ds) 2017年

### 旧メンバー

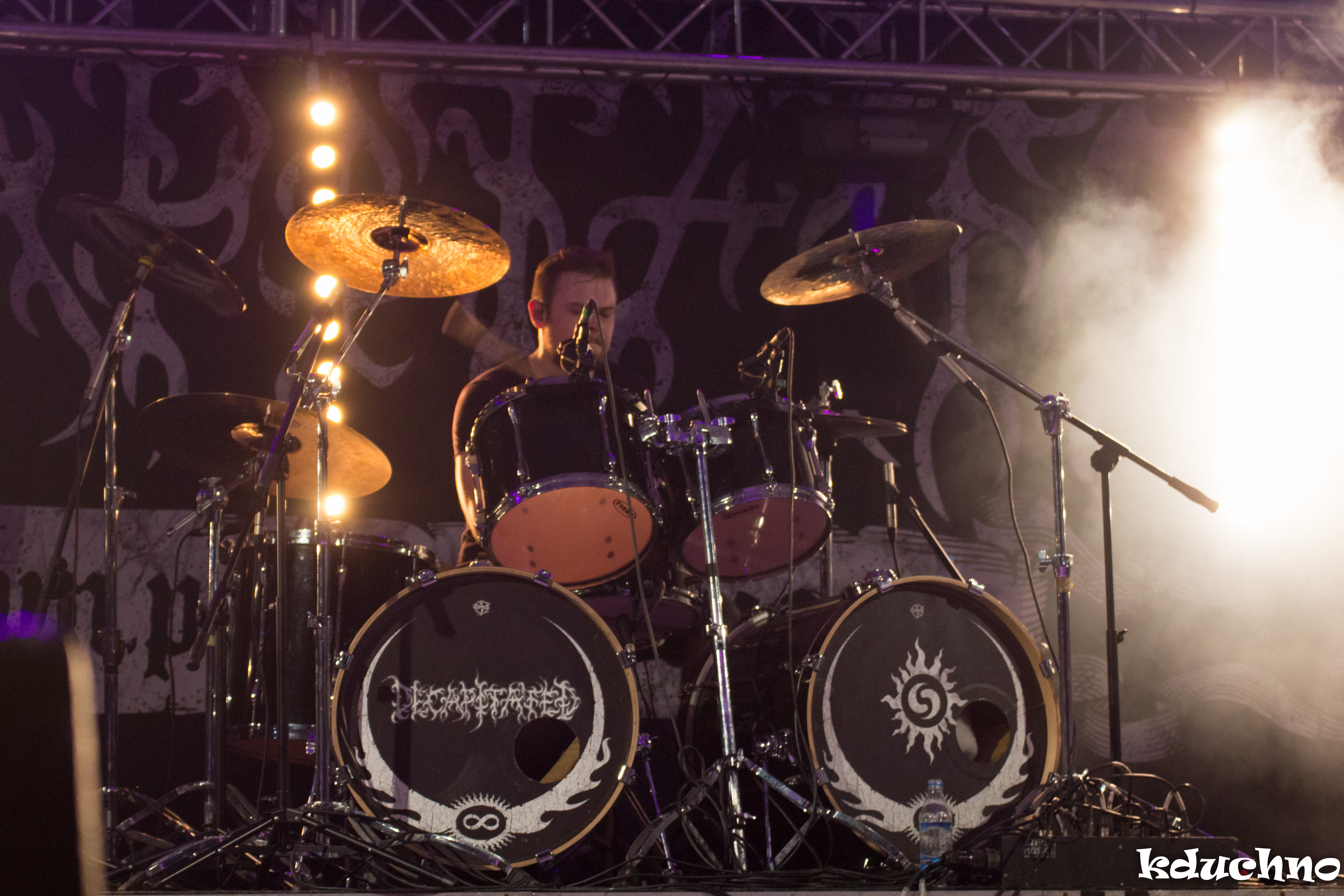
ミハウ(Ds) 2014年

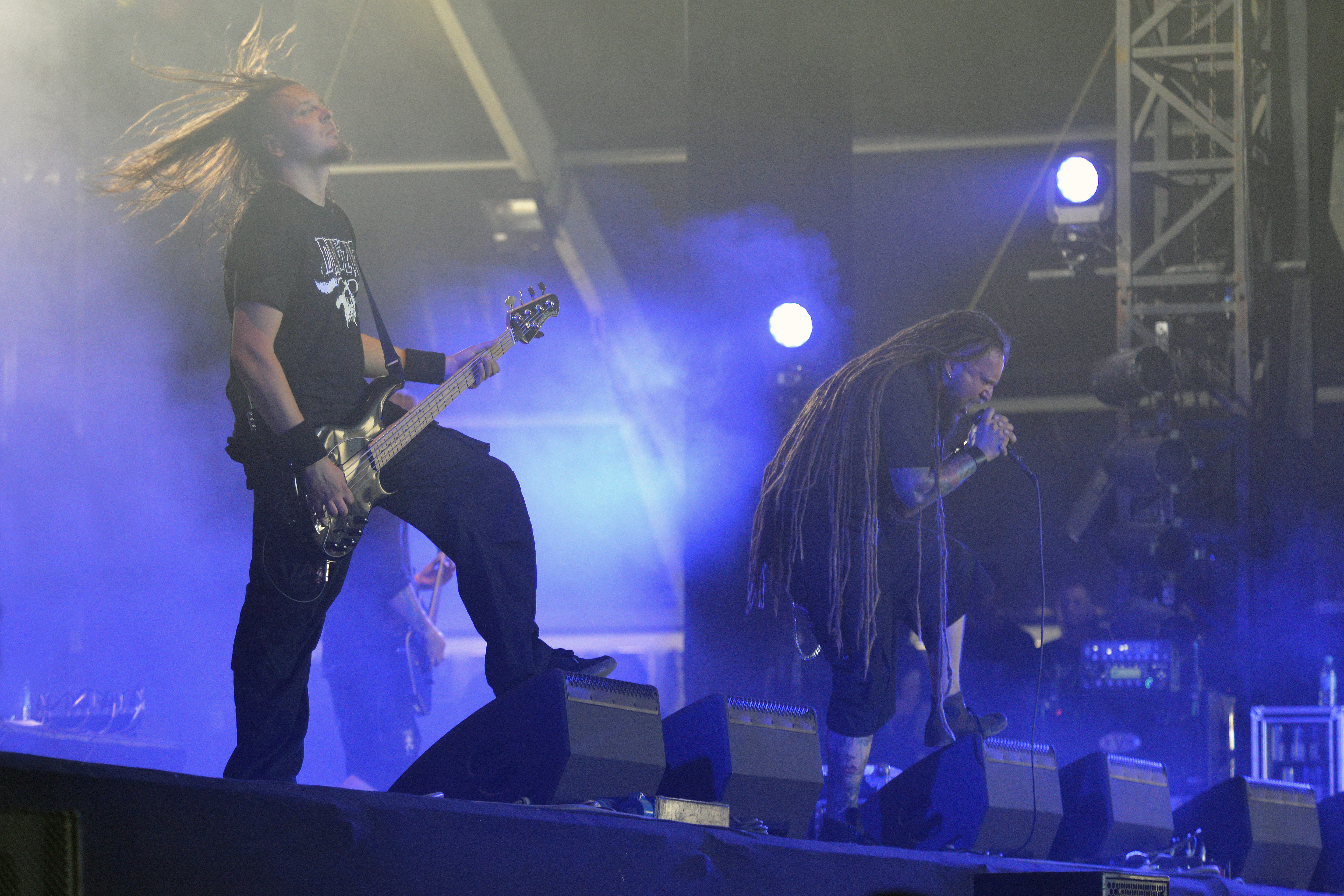
左 フーベルト(B) 2017年

- ヴォイチェフ・"サウロン"・ヴァソヴィチ (Wojciech "Sauron" Wąsowicz) - ボーカル (1996−2005)
- アドリアン・"コヴァン"・コヴァネク (Adrian "Covan" Kowanek) - ボーカル (2005−2007)
- マルチン・"マーティン"・リギエル (Marcin "Martin" Rygiel) - ベース (1997−2005, 2006−2007)
- フィリプ・"ハインリヒ"・ハウハ (Filip "Heinrich" Hałucha) - ベース (2009−2011)
- パヴェウ・パセック (Paweł Pasek) - ベース (2012−2016)
- フーベルト・ヴィーツェク (Hubert Więcek) - ベース (2016−2020)
- ヴィトルド・"ヴィテク"・キウティカ (Witold "Vitek" Kiełtyka) - ドラムス (1996−2007)

2007年逝去。
- ケーリム・"クリムウ"・レフナー (Kerim "Krimh" Lechner) - ドラムス (2009−2012)
- ミハウ・ウィセイコ (Michał "Młody" Łysejko) - ドラムス (2014−2018)

## ディスコグラフィ
オリジナル・アルバム
- Winds of Creation (2000)
- Nihility (2002)
- The Negation (2004)
- Organic Hallucinosis (2006)
- Carnival is Forever (2011)
- Blood Mantra (2014)
- Anticult (2017)
- Cancer Culture (2022)

コンピレーション
- The First Damned (2001)